# Carpelimus schneideri
Carpelimus schneideri är en skalbaggsart som först beskrevs av Ludwig Ganglbauer 1895.  Carpelimus schneideri ingår i släktet Carpelimus, och familjen kortvingar. Arten är reproducerande i Sverige.